# Vaux-sur-Sûre
Vaux-sur-Sûre ist eine belgische Gemeinde im Arrondissement Bastogne der Provinz Luxemburg.
Die Gemeinde Vaux-sur-Sûre wurde zum 1. Januar 1971 aus den drei bisher selbständigen Gemeinden Morhet, Nives und Vaux-lez-Rosières (die in Vaux-sur-Sûre umbenannt wurde) gebildet. Im Zuge der Belgischen Gemeindereform kamen zum 1. Januar 1977 noch die ebenfalls bisher selbständigen drei Gemeinden Hompré, Juseret und Sibret (zu dem auch das Dorf Chenogne gehörte) hinzu. Die Gemeinde besteht heute aus folgenden Ortsteilen:
| amtlicher Name (franz.) | wallonischer Name |
| ----------------------- | ----------------- |
| Hompré                  | Ompré             |
| Juseret                 | Djuzret           |
| Morhet                  | Morhet            |
| Nives                   | Nive              |
| Sibret                  | Sibret            |
| Vaux-sur-Sûre           | Li Vå-so-Seure    |

Vaux-sur-Sûre ist mit ca. 780 Einwohnern nach Sibret zweitgrößtes Dorf der Gemeinde.

## Partnerschaften
Vaux-sur-Sûre ist durch Partnerschaften verbunden mit der französischen Gemeinde Vaux in der Auvergne und mit der US-amerikanischen Stadt Crowley in Louisiana.

## Nachweise

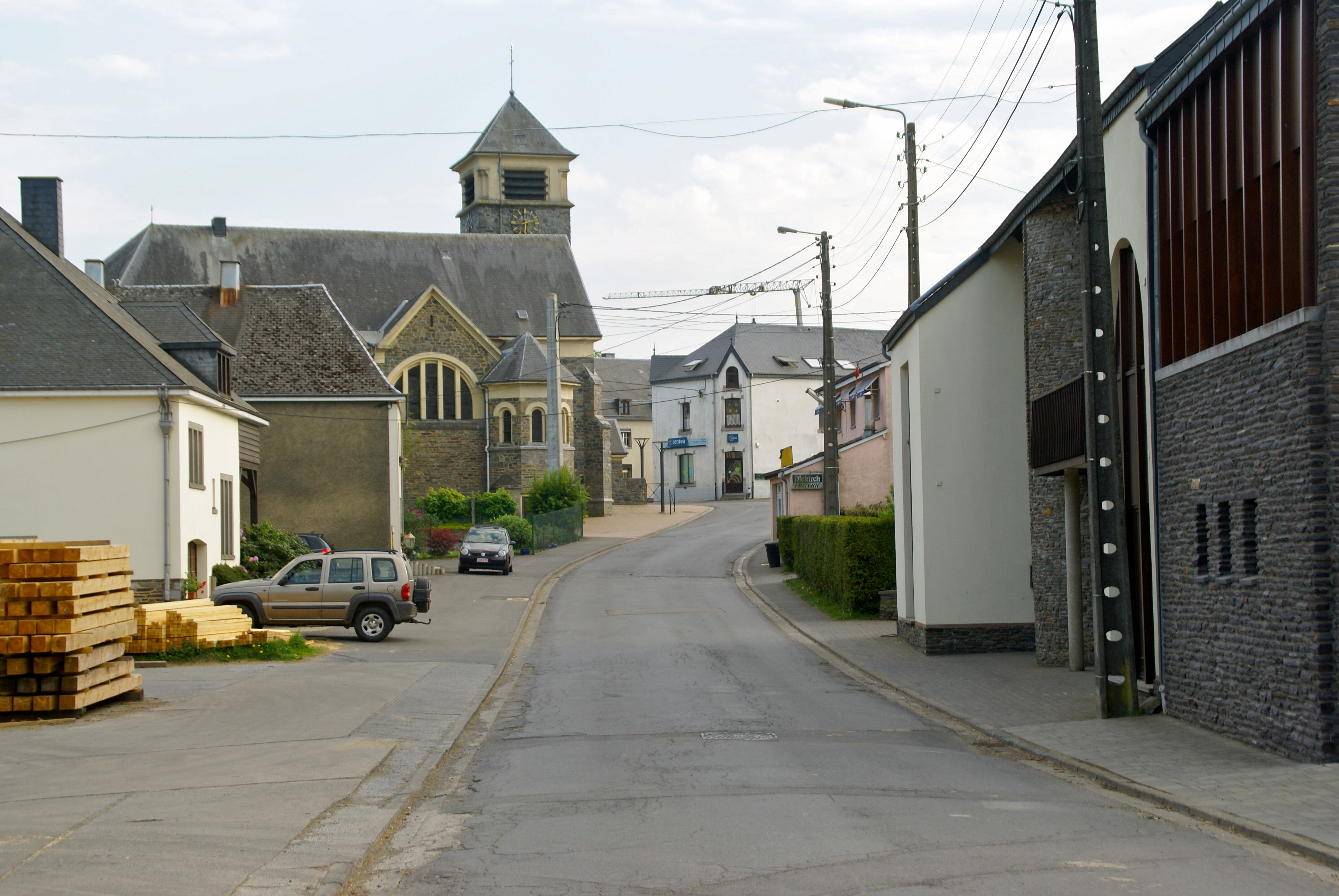
Blick auf die Kirche Saint-Bernard

1. ↑  Website der Gemeinde – jumelages